# 庞富
庞富（法語：Pamfou，法語發音：[pɑ̃fu] ⓘ）是法国塞纳-马恩省的一个市镇，属于默伦区。

## 地理
庞富（48°27'41"N, 2°52'17"E）面积10.41 平方千米，位于法国法蘭西島大區塞纳-马恩省，该省份为法国北部内陆省份，北起瓦兹省，西接埃松省、马恩河谷省、塞纳-圣但尼省和瓦兹河谷省，南至卢瓦雷省，东南接约讷省，东临马恩省和奥布省，东北接埃纳省。
与庞富接壤的市镇（或旧市镇、城区）包括：布里地区勒沙泰勒、莱塞克雷讷、马绍、布里地区瓦朗斯。

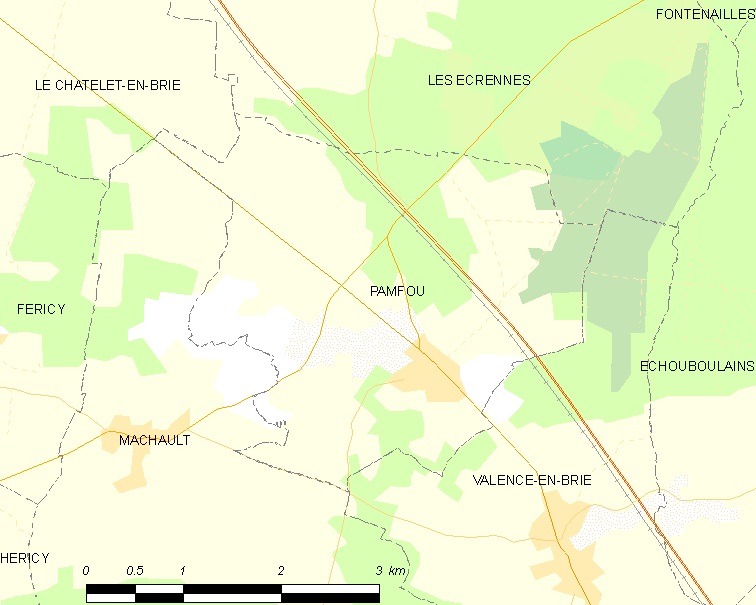
庞富的OSM定位图

庞富的时区为UTC+01:00、UTC+02:00（夏令时）。

## 行政
庞富的邮政编码为77830，INSEE市镇编码为77354。

## 政治
庞富所属的省级选区为楠日县。

## 人口

1962-2008年间庞富人口变化图示

庞富于2022年1月1日时的人口数量为966人。